# Chikkatogaleri, Davanagere
Chikkatogaleri là một làng thuộc tehsil Davanagere, huyện Davanagere, bang Karnataka, Ấn Độ.